# Mammuthus imperator
Il mammut imperiale o mammut imperatore (Mammuthus imperator) è stata la più grande delle specie conosciute di mammut nordamericani, con un'altezza di 4,90-5,20 metri al garrese, vissuto tra il Canada e il Nuovo Messico nel tardo Pleistocene, circa tra 4,6 milioni e 7.000 anni fa. Era leggermente più grande dei più famosi cugini europei come il mammut della steppa o il mammut della tundra. 
Dato che il clima nordamericano era più caldo di quello eurasiatico, il mammut imperiale presumibilmente non era ricoperto di peli come quelli eurasiatici. Viveva al fianco del mammuth di Jefferson e del mammut columbiano. Quest'ultimo venne spesso confuso con il mammut imperiale perché le dimensioni e la localizzazione dei fossili sono simili. La differenza più evidente tra i due fossili è che le zanne del mammut imperiale curvano nel punto in cui coincidono, a differenza di quelle del mammut columbiano. Il mammut imperiale inizialmente era stato descritto come una specie di elefante da Joseph Leidy nel 1858.
I migliori fossili di mammut imperiale sono stati rinvenuti nei laghetti di catrame a Rancho La Brea presso Los Angeles, nel sud della California.